# Brevet

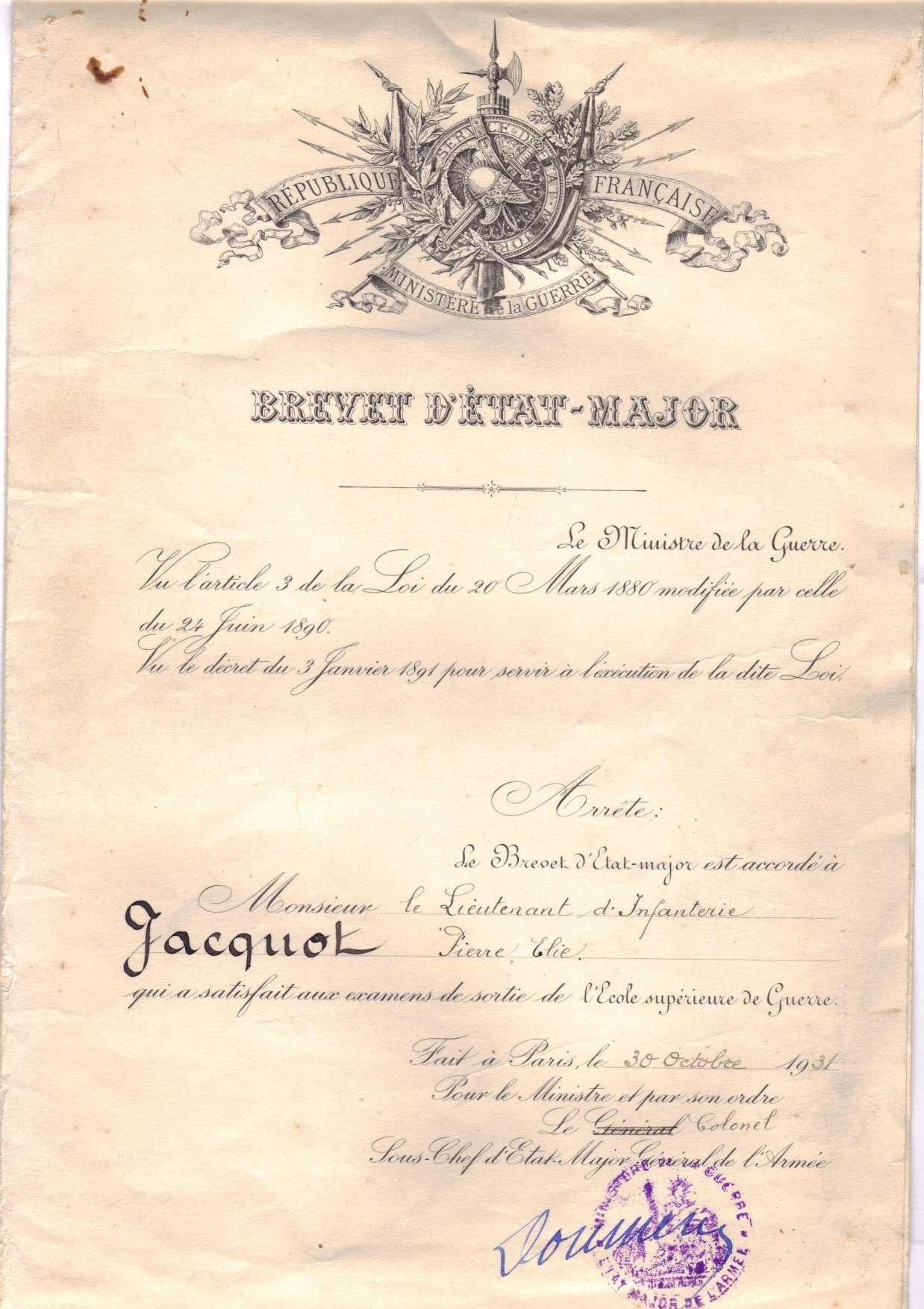
Dyplom sztabu generalnego uzyskany na zakończenie Ecole Supérieure de la Guerre przez porucznika Pierre'a Elie Jacquota w 1931 roku.

Brevet (z fr. brievet – „dokument, oficjalny list”) – patent wojskowy dający awansowanemu pewne przywileje wyższej rangi (na którą opiewa patent), jednakże bez możliwości pobierania odpowiedniego do tej rangi żołdu oraz pełnienia funkcji adekwatnych do tej wyższej rangi. Zjawisko „brevetowania” było stosowane w niektórych armiach świata (m.in. amerykańskiej, brytyjskiej, pruskiej czy francuskiej) aż do I wojny światowej.
Nie należy mylić stopnia brevetowego ze stopniem tymczasowym (odmianami którego są stopnie funkcyjne, stopnie czasu wojny etc.). Ten drugi termin oznacza, że dany oficer otrzymuje czasowy pełny awans na wyższy stopień (pełni funkcje adekwatne do tego stopnia, pobiera stosowny żołd etc.) i nosi ten stopień do określonego momentu (zakończenia wojny, zaprzestania pełnienia danej funkcji), po czym wraca do dotychczasowego stopnia.
W armii pruskiej istniały honorowe stopnie oznaczone przedrostkiem Charakter als (Oberst nazwisko Charakter als Generalmajor). Stopnie te nadawano zasłużonym oficerom pod koniec ich służby, kiedy było wiadome, że nie otrzymają już normalnego awansu przed emeryturą. W momencie odejścia na emeryturę oficer otrzymywał awans na stopień honorowy.
W armii francuskiej w latach 1870–1940 istniał tytuł Brevet d’état-major (w skrócie BEM) nadawany oficerom noszącym stopnie niższe od majora, którzy ukończyli Wyższą Szkołę Wojenną.
W armii brytyjskiej od połowy XVII w. do połowy XIX w. nadawano wyższe stopnie z przedrostkiem brevet oficerom przed ich formalnym awansem. Dotyczyło to ważnych wydarzeń – np. zakończenie wojny, koronacja nowego monarchy. W takiej sytuacji było możliwe, że zaraz po koronacji, ogłoszeniu zawarcia pokoju etc. awansowano zasłużonych oficerów. Ponieważ jednak lista osób do awansu była ustalona wcześniej, to czasem nadawano im jeszcze przed oficjalnym awansem odpowiedni stopień brevet (noszony był więc krótko).
Najbardziej rozbudowany system stopni brevet istniał w armii amerykańskiej w XIX w. Stopień brevet to honorowa godność w rodzaju fikcyjnego awansu. Oficer, który posiadał coś takiego, miał prawo do insygniów i tytulatury, ale na stanowisko służbowe i wysokość uposażenia to nie wpływało. Miało to jednak znaczenie w ustalaniu starszeństwa, dając np. spośród dwóch generałów brygady pierwszeństwo temu, który był „brevet major general”. Taki stopień posiadał np. Solomon Meredith. Posługiwanie się insygniami i tytulaturą w praktyce było złożone i niejednoznaczne. Oficer miał prawo do posługiwania się nimi w sytuacjach niezwiązanych z pełnieniem służby, ale zwyczajowo takich oficerów powszechnie tytułowano rangą brevet. Aby nie dochodziło do sytuacji konfliktowych przyjęta była zasada, że bezpośredni przełożeni danego oficera powinni nosić wyższy lub równy stopień brevet. Jednakże te problemy ostatecznie doprowadziły do rezygnacji z brevetowania.